# Tinley Park
Tinley Park é uma aldeia localizada no estado americano de Illinois, no Condado de Cook e Condado de Will. É o local de nascimento de Tony Bettenhausen.

## Demografia
Segundo o censo americano de 2000, a sua população era de 48.401 habitantes.
Em 2006, foi estimada uma população de 58.595, um aumento de 10194 (21.1%).

## Geografia
De acordo com o United States Census Bureau tem uma área de 38,8 km², dos quais 38,7 km² cobertos por terra e 0,1 km² cobertos por água. Tinley Park localiza-se a aproximadamente 207 m acima do nível do mar.

## Localidades na vizinhança
O diagrama seguinte representa as localidades num raio de 8 km ao redor de Tinley Park.